# Venturia plaumanni
Venturia plaumanni är en stekelart som beskrevs av David B. Wahl 1984. Venturia plaumanni ingår i släktet Venturia och familjen brokparasitsteklar. Inga underarter finns listade i Catalogue of Life.